# Ginger Blue
Ginger Blue – wieś w Stanach Zjednoczonych, w stanie Missouri, w hrabstwie Lincoln.